# Pierwszy rząd Wolfganga Schüssela
Pierwszy rząd Wolfganga Schüssela – federalny rząd Republiki Austrii urzędujący od 2000 do 2003.
Gabinet powstał po wyborach parlamentarnych w 1999, które wygrała rządząca Socjaldemokratyczna Partia Austrii (SPÖ). Koalicyjna Austriacka Partia Ludowa (ÖVP) zajęła trzecie miejsce, przegrywając jeszcze o około 400 głosów z Wolnościową Partią Austrii (FPÖ). Ludowcy zdecydowali się na koalicję z FPÖ, 4 lutego 2000 ich lider Wolfgang Schüssel objął urząd kanclerza, a jego gabinet rozpoczął funkcjonowanie. Wejście do rządu Wolnościowej Partii Austrii, określanej jako partia ksenofobiczna i nacjonalistyczna (m.in. ze względu na jej lidera Jörga Haidera), stało się przyczyną zastosowania przez Unię Europejską sankcji wobec państwa członkowskiego – przez osiem miesięcy pozostałe kraje miały zamrożone stosunki z Austrią. Koalicja ta nie wpłynęła negatywnie na poparcie dla kanclerza i Austriackiej Partii Ludowej. ÖVP zdecydowanie wygrała wybory w 2002, natomiast partia Jörga Haidera utraciła blisko 2/3 mandatów. Oba ugrupowania kontynuowały koalicję, współtworząc od 28 lutego 2003 drugi rząd Wolfganga Schüssela.

## Skład rządu
| Funkcja                                                       | Minister | Partia |
| ------------------------------------------------------------- | --- | ------ |
| Kanclerz                                                      | Wolfgang Schüssel | ÖVP    |
| Wicekanclerz, minister służb publicznych i sportu             | Susanne Riess-Passer | FPÖ    |
| Minister spraw zagranicznych                                  | Benita Ferrero-Waldner | ÖVP    |
| Minister spraw wewnętrznych                                   | Ernst Strasser | ÖVP    |
| Minister sprawiedliwości                                      | Michael Krüger (do 29 lutego 2000) Dieter Böhmdorfer (od 29 lutego 2000)                                                               | FPÖ    |
| Minister finansów                                             | Karl-Heinz Grasser | FPÖ    |
| Minister gospodarki i pracy                                   | Martin Bartenstein | ÖVP    |
| Minister polityki społecznej                                  | Elisabeth Sickl (do 24 października 2000) Herbert Haupt (od 24 października 2000)                                                      | FPÖ    |
| Minister rolnictwa, leśnictwa, środowiska i gospodarki wodnej | Wilhelm Molterer | ÖVP    |
| Minister obrony                                               | Herbert Scheibner | FPÖ    |
| Minister transportu, innowacji i technologii                  | Michael Schmid (do 14 listopada 2000) Monika Forstinger (od 14 listopada 2000 do 19 lutego 2002) Mathias Reichhold (od 19 lutego 2002) | FPÖ    |
| Minister edukacji, nauki i kultury                            | Elisabeth Gehrer | ÖVP    |